# Persistent Genital Arousal Disorder
Persistent Genital Arousal Disorder (PGAD; dt.: ‚andauernde genitale Erregungsstörung‘), früher als Persistent Sexual Arousal Syndrome (PSAS) bekannt oder auf Deutsch als persistierende genitale Erregung bezeichnet, ist der Name für ein Syndrom, bei dem die Betroffenen an körperlichen Symptomen leiden, die einer sexuellen Dauererregung ähneln ohne hierbei psychisch sexuell erregt zu sein. Die Symptome variieren und können etwa in ein Völle- und Druckgefühl, einem Kribbeln, Pochen und Pulsieren sowie Schmerzen im Intimbereich bestehen. Die Erkrankung kann mit ungewollten Orgasmen einhergehen, muss dies jedoch nicht. Sie ist überwiegend bei Frauen dokumentiert, kann jedoch auch Männer betreffen. Häufig wird sie aufgrund von Unkenntnis als psychosomatisch fehldiagnostiziert.
Das Syndrom wurde 2001 erstmals detailliert beschrieben und ist noch relativ unerforscht – es gibt weder Medikamente noch andere Therapien, die das Syndrom heilen könnten. Bestimmte Medikamente können scheinbar die Symptome mildern, andere Arzneimittel können bisweilen die Symptome aber auch auslösen. Bei mehreren Frauen und Männern traten laut einer kleinen Studien PGAD-Symptome auf, nachdem sie ihre Antidepressiva absetzten.

## Begriff
Der erste bekannte medizinische Fallbericht wurde im Jahr 1989 durch Jack G. Modell verfasst, der über eine Frau berichtete, bei der es im Zusammenhang mit dem Antidepressivum Fluoxetin zu Klitorisschwellungen und Orgasmen kam. Eine systematische Darstellung erfolgte indes erst im Jahr 2001 durch die Psychiaterin Sandra R. Leiblum und die Sexualtherapeutin Sharon G. Nathan in der Arbeit Persistent sexual arousal syndrome: a newly discovered pattern of female sexuality.
Durch diese Schrift wurde die Bezeichnung „Persistent sexual arousal syndrome“ (PSAS) geprägt. Im Jahr 2006 nannte Leiblum die Krankheit in „Persistent genital arousal disorder“ (PGAD) um. Sie wollte damit dem Umstand Rechnung tragen, dass die Symptome sich von realer sexueller Erregung unterscheiden. Weitere Begriffe sind „Restless Genital Syndrome“ (ReGS) und „Persistent Genital Vasocongestion Disorder“ (PGVD).

## Ursachen
Die Krankheit kann durch verschiedene Ursachen ausgelöst werden. Als ein Auslöser gilt das An- oder Absetzen von serotonerg oder dopaminerg wirkenden Psychopharmaka wie Antidepressiva. Eine weitere Ursache können Zysten, insbesondere Tarlov-Zysten, darstellen. Auch Nervenverletzungen durch Unfälle oder Operationen, Hormonveränderungen in den Wechseljahren sowie sensorische Polyneuropathien werden als Ursache diskutiert. In anderen Fällen wurden ein lumbosakraler Bandscheibenvorfall sowie eine okkulte Spina bifiada vermutet. Bei einer Patientin konnte eine Fehlpositionierung des Iliosakralgelenk (Kreuzdarmbeingelenk) als Ursache festgestellt und durch Repositionierung behoben werden. Einige Mediziner vertreten die These, dass die Erkrankung häufig auf eine Small-Fiber-Neuropathie des Nervus pudendus zurückzuführen ist.

## Symptome
Die Symptome der Krankheit sind nicht einheitlich und können nach Person und Geschlecht variieren. Als ein Symptom gilt ein Völle- und Druckgefühl im Intimbereich, das bei den Betroffenen den Eindruck erweckt zur Toilette oder sich selbst befriedigen zu müssen. Als weitere Symptome werden ein Kribbeln, Pochen, Pulsieren und Brennen genannt. 80,6 Prozent der Betroffenen beschreiben ihre Symptome zudem als schmerzhaft.
Die Erkrankung kann mit ungewollten Orgasmen einhergehen, muss dies jedoch nicht. In einer Umfrage gaben zudem 70 Prozent der Erkrankten an, dass ihre Symptome in andere Körperregionen wie Beine, Gesäß oder Bauch ausstrahlen würden. 61 Prozent der Befragten gaben eine Ausstrahlungswirkung in die Beine an, weshalb ein Zusammenhang zum Restless-Legs-Syndrom vermutet wird. Die Krankheit wird zudem mit einer überaktiven Blase in Verbindung gebracht.
Betroffene hatten häufiger als der Durchschnitt Bein- oder Beckenvarizen. Als weitere mögliche Merkmale werden Rötung von Gesicht und Hals, erhöhter Blutdruck, anormal hohe Herzfrequenz, flache, schnelle Atmung, Muskelzucken im ganzen Körper, verschwommenes oder fleckiges Sehen sowie Schmerzen in Vagina und Penis genannt.
Zu den im Zusammenhang mit PGAD genannten Symptomen speziell bei Frauen zählen Kribbeln in der Klitoris, Schwellung der Genitalien, Lubrikation, Orgasmen bei Kontraktionen in der Vagina, Kribbeln in der Vagina, Schmerzen in der Klitoris und Schmerzen der primären Geschlechtsorgane. Bei vielen Betroffenen ist der Zustand der sexuellen Erregung dauerhaft. Bei anderen treten die Beschwerden hingegen nur periodisch auf.
Im Rahmen einer Studie mit 52 Probanden konnte bei PGAD-Betroffenen durch funktionelle Magnetresonanztomographie eine Veränderungen der Gehirnaktivität im Ruhezustand nachgewiesen werden.

## Diagnostik
Aktuell besteht in der Wissenschaft kein Konsens für einheitliche Diagnosekriterien. Die PGAD-Entdecker Sandra R. Leiblum und Sharon G. Nathan stellten 2001 zunächst folgende Definition auf:
- die Genitalien sind anhaltend erregt
- die Erregung bleibt nach dem Orgasmus bestehen oder erfordert mehrere Orgasmen, um nachzulassen
- die Erregung hat nichts mit sexuellem Verlangen zu tun
- die Erregung wird sowohl durch sexuelle als auch durch nicht-sexuelle Reize ausgelöst
- die Symptome sind aufdringlich und unerwünscht

Seit diesem Zeitpunkt haben Autoren anhand klinischer Beobachtungen diverse Kriterien hinzugefügt und entfernt, wobei bisher kein Konsens über eine endgültige Formulierung hergestellt werden konnte. Zu den hinzugefügten Kriterien gehören:
- das Vorhandensein von Symptomen seit mindestens sechs Monaten
- das Gefühl kurz vor dem Orgasmus zu stehen
- ein beeinträchtigter Orgasmus
- bestimmte Situationen, die die Symptome verschlimmern
- damit verbundene Schwierigkeiten des psychosozialen Wohlbefindens
- komorbide Erkrankungen

Der Mediziner Damien Mascret stellte 2007 speziell bezogen auf Frauen, die deutlich häufiger als Männer betroffen sind, folgendes Alternativmodell auf:
- Die sexuelle Erregung der Genitalien und Klitoris hält über einen Zeitraum von mehreren Stunden oder Tagen an.
- Die sexuelle Erregung kommt nicht von einem echten Verlangen nach Sex.
- Die sexuelle Erregung verschwindet nicht nach einem Orgasmus, sondern erfordert in der Regel mehr Orgasmen.
- Das Gefühl der sexuellen Erregung ist aufdringlich und unerwünscht.
- Die sexuelle Erregung der Genitalien und Klitoris ist zumindest mäßig schmerzhaft.

Laut einer kleineren Studie mit zehn Teilnehmern diagnostizierten nur 20 Prozent der konsultierten Ärzte die von den Patienten geschilderten Symptome korrekterweise als PGAD.

## Behandlung
Aktuell existieren keine konsensualen Leitlinien zur Behandlung von PGAD. Empfohlen wird eine sexualmedizinische, psychiatrische und somatische Ausschlussdiagnostik, die auch Bildaufnahmen von Becken sowie Neuroachse umfassen sollte, um etwaige Auffälligkeiten von Nervenwurzeln oder des Nervus pudendus zu finden.
Im Übrigen hängt die Behandlung von der vermuteten Ursache ab. Falls Antidepressiva als Auslöser angenommen werden, wird deren schrittweises Ausschleichen empfohlen. Andererseits werden von einigen Fachleuten auch Antidepressiva wie Duloxetin oder Paroxetin zur Behandlung empfohlen, wobei die Evidenzlage zur Wirksamkeit unklar ist.
Als medikamentöse Option findet auch die Gabe von Dopaminagonisten wie Pramipexol, die zur Behandlung des Restless-Legs-Syndroms verwendet werden, Anwendung. Möglich ist darüber hinaus der Einsatz von Antiepileptika sowie juckreiz- und libidomindernden Mitteln.
Laut einem Fallbericht konnte durch den Einsatz des GnRH-Analogon Leuprorelin bei einer Patientin eine Verbesserung ihrer Symptomatik erzielt werden. Ein ähnlicher Fallbericht liegt zur Behandlung mit Pramipexol vor. Eine Betroffene wurde zudem erfolgreich mit Leuprorelin und Pramipexol gleichzeitig behandelt. Bei einer Patientin wurde zufällig festgestellt, dass der Wirkstoff Vareniclin, der zur Nikotinentwöhnung eingesetzt wird, zu einer Linderung der Symptome führte.
Abseits von medikamentöser Behandlung kommt bei Vorhandensein von Zysten, die als Ursache angenommen werden, auch ein operativer Eingriff in Betracht. Laut einer Studie der Johns Hopkins University konnte durch eine Neurolyse des rückseitigen Teils des Nervus pudentus bei sieben von acht Patienten eine komplette Remission der Symptomatik erreicht werden. Bei der Patientin, bei welcher dies nicht der Fall war, war der Eingriff nur einseitig erfolgt. Die beiden beteiligten Chirurgen empfehlen eine entsprechende Operation in Betracht zu ziehen, wenn die Symptome nach einer Nervenblockade des Nervus pudendus verschwinden.
Zur Behandlung in Betracht kommen darüber hinaus Transkutane elektrische Nervenstimulation (TENS) sowie Transkranielle Magnetstimulation (TMS), Physiotherapie (Massage und Training des Beckenbodens, Behandlungen der Beckenbodenmuskulatur) sowie Psychotherapie. Angewendet werden auch Lokalanästhetika, Glukokortikoide und genitofemorale Nervenblockaden.
Eine Studie der Harvard-Universität kam zu dem Ergebnis, dass neurologische Therapien 80 Prozent der Patienten helfen konnten, während eine psychiatrische Behandlung in keinem Fall eine Besserung brachte. Auch Forscher der Bahçeşehir-Universität gehen davon aus, dass Überweisungen zu Gynäkologen, Urologen oder Psychiatern eine korrekte Diagnose verzögern oder ganz verhindern können und empfehlen stattdessen die Konsultation eines Neurologen.

## Epidemiologie
PGAD gilt als relativ seltene Krankheit, die häufiger bei Frauen als bei Männern auftritt. Allerdings wird davon ausgegangen, dass die Zahl der Betroffenen stark unterdiagnostiziert sein könnte, weil sich diese aus Scham häufig keinem Arzt anvertrauen und die Symptome in vielen Fällen als psychosomatisch fehldiagnostiziert werden. Schätzungen zur Epidemiologie variieren deshalb zwischen 0,6 Prozent und 4,3 Prozent der Bevölkerung.
Die plastischen Chirurgen Arnold L. Dellon und Kevin M. Klifto schätzen die Zahl der betroffenen Frauen in einer Facharbeit auf ein Prozent. Die Zahl der betroffenen Männer ist unklar. Die beiden Psychologen Caroline Pukall und Robyn Jackowich kamen in einer nicht-klinische Studien zu dem Ergebnis, dass 1,1 Prozent bis 4,3 Prozent aller Männer und 0,6 Prozent bis 2,7 Prozent aller Frauen alle fünf PGAD-Kriterien erfüllen könnten, womit der Anteil der Männer sogar höher als jener der Frauen liegen würde.
Diese Einschätzung wird etwa von dem Sexualmediziner Tillmann Krüger von der Medizinischen Hochschule Hannover nicht geteilt. Krüger geht anhand seiner klinischen Erfahrung viel mehr davon aus, dass PGAD zu etwa 90 Prozent Frauen und nur zu etwa 10 Prozent Männer betreffe. Er sieht bei PGAD zudem keinen Altersgipfel und nimmt an, dass die Krankheit in allen Lebensphasen, auch bereits in Kindheit und Adoleszenz, auftreten könne.

## Psychische Belastung
Der Alltag und das psychosoziale Wohlbefinden der Betroffenen werden durch die Erkrankung erheblich negativ beeinträchtigt.  Die Krankheit geht häufig mit Depressionen und sozialem Rückzug einher und kann insbesondere in fortgeschrittenem Stadium zu Suizidversuchen führen. Laut einer Studie hegen rund 54 Prozent der PGAD-Betroffenen Suizidgedanken. Dieser Wert liegt sowohl deutlich über dem Durchschnitt der Allgemeinbevölkerung in fünf ausgewählten Ländern (2,3 Prozent bis 14,6 Prozent) als auch über dem Durchschnitt von Patienten mit chronischen Schmerzen (20 Prozent).
Als besonders belastend wird PGAD von Befragten während des Sitzens (85,2 Prozent), beim Konzentrieren (83,5 Prozent), bei sozialen Aktivitäten (69,6 Prozent), bei der Arbeit (67,8 Prozent), beim Tragen enger Kleidung (67,8 Prozent) und für den Schlaf beschrieben (67,8 Prozent). Zu den psychischen Auswirkungen von PGAD zählen allgemeines Unwohlsein sowie Gefühle der Scham, Schuld und Sorge.